# Apsic
Apsic (en grec: Άψιχ) va ser un oficial de l'exèrcit romà d'Orient que va estar actiu el segle VI durant el regnat de l'emperador Maurici (r. 582–602).

## Etimologia
La forma reconstruïda del seu nom pot ser *Apsïq. La seva etimologia pot tenir dos orígens, de l'alà *apsa, "cavall", i del turcman -°k, -°q, "petit cavall".

## Vida
Segons Teofilacte Simocata, Apsic era d'origen hun, al·legació contestada pels autors de la Prosopografia de l'Imperi Romà Tardà que ho consideren àvar. Apareix per primera vegada el 585, quan va rebre el càrrec d'hippoestrateg, al costat d'Esteve, quan l'estat de salut de Filípic va empitjorar. El 586, va rebre un nou comandament, ara al costat d'Ilifredes, a l'ala esquerra de l'exèrcit romà durant la batalla de Solacó, dirigint el contingent d'huns.